# Huayrana
Una huayrana era un edificio de la arquitectura incaica destinado al descanso de los viajeros.
Era una construcción rectangular de sólo tres paredes y, en algunos casos, poseía una columna en el lado que carecía de pared con el objeto de dar soporte a la viga que sostenía al techo.
En Machu Picchu se hallan varias de estas construcciones agrupadas en kanchas.
La masma es una construcción similar, usualmente nombrada como "huayrana doble".